# Louis-Martin Tard
Louis-Martin Tard (né à Paris le 12 septembre 1921 et mort à Montréal le 23 décembre 1998) est un journaliste, auteur et scénariste français. Établi au Québec à partir de 1951, il a été reporter pour divers journaux et magazines (Le Petit Journal, La Patrie, Le Devoir, Perspectives[Quoi ?], L'Actualité et La Croix) et directeur de l'information de l'Université de Montréal de 1959 à 1979. 
Il a également été scénariste pour la télévision (notamment pour l'émission Chez Miville) et auteur de plusieurs biographies de personnages historiques québécois,.

## Œuvres
- Si vous saisissez l'astuce, Éditions du Jour, 1968, 122 p.
- Vingt ans de théâtre au Nouveau Monde; histoire d'une compagnie théâtrale canadienne, Éditions du Jour, 1971, 173 p.
- Au Québec, N.M.I.L., 1976, 213 p.
- Il y aura toujours des printemps en Amérique, Libre Expression, 1987, 492 p.
- Guide de promenades à pied dans le vieux Québec, Guérin littérature, 1989, 101 p.
- Le bon Dieu s'appelle Henri, Libre Expression, 1993, 533 p.
- Chomedey de Maisonneuve, le pionnier de Montréal, XYZ, 1994, 205 p.
- Michel Sarrazin, le premier scientifique du Canada, XYZ, 1996, 211 p.
- Marc Lescarbot, le chantre de l'Acadie, XYZ, 1997, 188 p.
- Marguerite d'Youville au service des exclus, XYZ, 1998, 212 p.
- Québec, Hachette tourisme, 1998, 256 p.
- Camillien Houde, le Cyrano de Montréal, XYZ, 1999, 214 p.